# Vratečko
Vratečko is een plaats in de gemeente Petrinja in de Kroatische provincie Sisak-Moslavina. De plaats telt 60 inwoners (2001).